# オオベッコウバチ
オオベッコウバチは、節足動物門昆虫綱ハチ目ベッコウバチ科のPepsis属またはHemipepsis属に属するハチの総称。ドクグモオオカリバチと呼ばれることもある。

## 分布
北アメリカ南部や、中央アメリカ一帯、そして南アメリカ北部にかけて生息する。

## 特徴
世界最大のハチとして有名であり、英語でタランチュラホーク（Tarantula hawk）と呼ばれるように、ベッコウバチ特有の生態でクモを専門に狩するハチである。
青みがかった黒い体色で、羽根の色はオレンジ、体長は6cm以上に及び、大きさではオオスズメバチをも凌いでいる。
本種が幼虫の餌として捕獲対象としているクモはタランチュラと呼ばれるオオツチグモ科の大型クモであり、それに合わせて大きな体を獲得したと言われている。
タランチュラ類の重要な天敵となっている。

## 生態

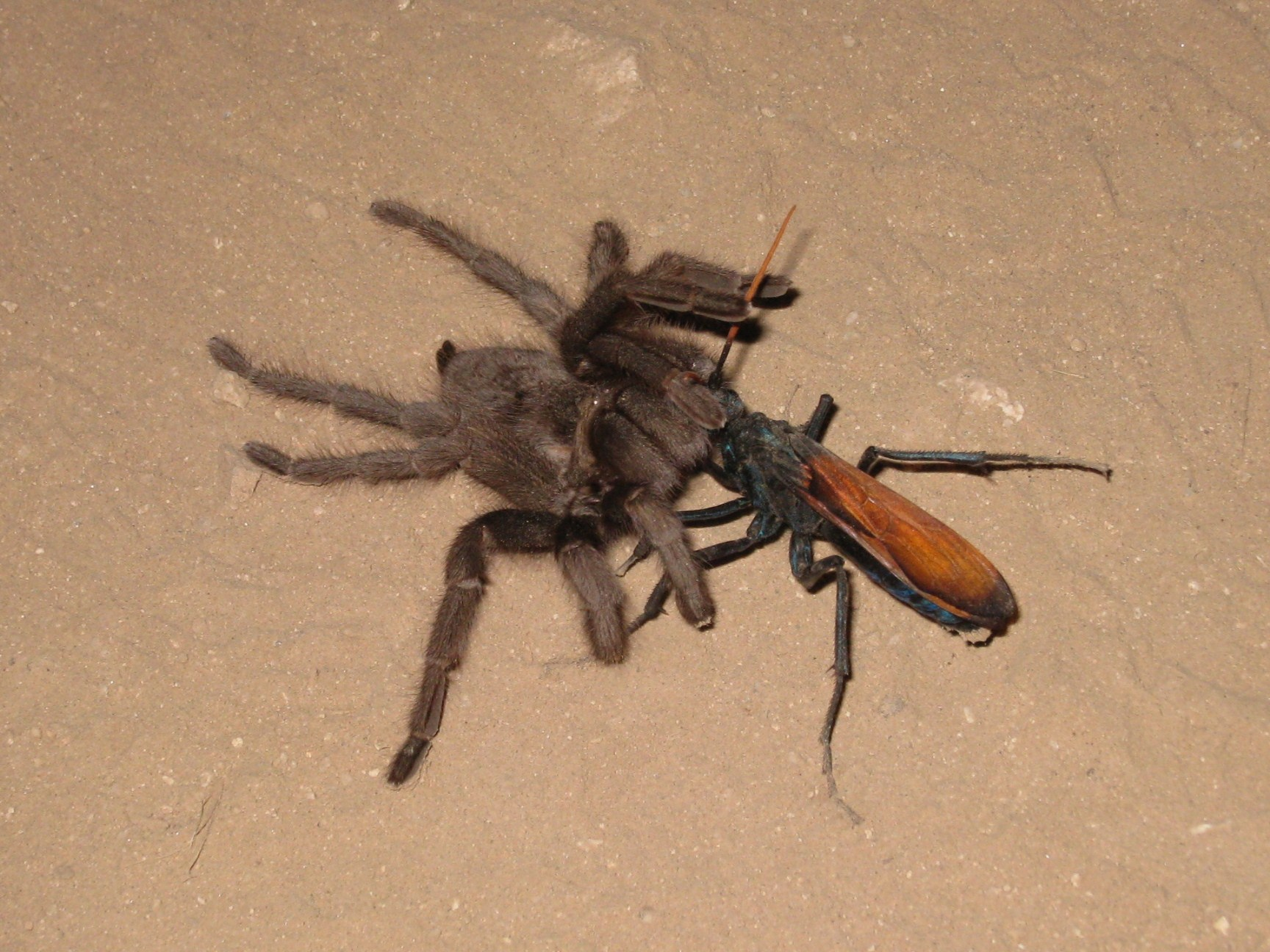
タランチュラを捕らえるオオベッコウバチ

オオツチグモ科のクモを専門としており、クモを見つけるとクモに向かって急接近する。その様子をタカに見立て、タランチュラホーク（hawk=タカ）と名付けられた。世界最大のクモといわれるゴライアスバードイーターも、このハチの標的にされている。
主に地上を徘徊しており、地中に巣穴をつくるクモを狙って、巣穴から地上へとクモを引きずり出す習性がある。反撃されることもあるが、巨大なクモの毒牙をかいくぐり、クモに最も効果的な針を背部などに通して相手を麻痺させる。クモの攻撃をかわしながらスピードで翻弄し、疲労困憊したクモに攻撃を加え、ハチの完璧に近い形での勝利に終わる。
巨大なクモを狩ると、そのクモを巣へと運び、そこで幼虫の餌とするために卵を産み付ける。卵から孵化した幼虫はクモを餌にして育つ。その際、大きなクモの場合はベッコウバチの強力な顎を用いて、クモの足を徐々に切り落とす。成虫は花に集まり、蜜を吸う。

## 危険性
本種はその大きさと、大きさに見合う羽音から、現地の人々に恐れられている。
本種に刺されても致命傷となることはないが、体が大きい分、激痛を伴うとされる。